# 빌럼 3세
빌럼 3세(Willem Alexander Paul Frederik Lodewijk van Oranje-Nassau, 1817년 2월 19일 - 1890년 11월 23일)는 네덜란드의 국왕이자 룩셈부르크 대공이다. 1839년 6월 18일 외사촌 뷔르덴베르크의 조피와 결혼하여 세 명의 아들을 두었다. 1849년 3월 17일 아버지 빌럼 2세가 서거하면서 32살의 나이로 왕위에 올랐다. 1877년 6월 3일 조피가 사망하자 1879년 1월 17일 발데크피르몬트의 엠마와 재혼하여 딸 빌헬미나를 두었다.

## 정책
빌럼 3세는 통치 기간 동안 보수주의적이었지만, 자유주의파들의 집권을 막아내진 못하였다. 그는 새로운 헌법을 제창한 토르베케를 총리로 인정하지만, 그가 위트레흐트에 로마 가톨릭 대주교구를 설치하자고 했지만, 빌럼 3세는 이에 반대했고, 결국 토르베케는 사임한다. 이후 빌럼 3세는 의회를 통해서 자신의 정책을 밝히기도 하였다. 1866년에는 네덜란드의 국왕이 동군연합 형식으로, 공작을 겸하고 있는 림뷔르흐를 합병한다. 1867년에는 프랑스어를 쓰며, 프랑스가 예전부터 합병하고 싶어했던 룩셈부르크를 프랑스에 팔아넘기려고 하지만, 프로이센 왕국의 반대와 방해로 좌절한다. 이후 그는 네덜란드와 룩셈부르크에서 정치적인 영향력을 거의 상실한다. 또한 아들들이 차례로 죽어나가자, 자신의 딸이었던 빌헬미나를 왕위상속녀로 지정하여, 그녀가 여왕이 될 수 있도록 하였고, 그가 죽자 왕위상속녀 빌헬미나가 즉위하여, 네덜란드의 여왕이 된다.

## 자녀
| 이름                                           | 생몰일                                       | 비고                                         |
| 뷔르템베르크의 소피와의 사이에서 태어난 자식   | 뷔르템베르크의 소피와의 사이에서 태어난 자식 | 뷔르템베르크의 소피와의 사이에서 태어난 자식 |
| ---------------------------------------------- | -------------------------------------------- | -------------------------------------------- |
| 오라녜 공 빌럼                                 | 1840년-1879년                                | 결혼하지 않고 죽음.                          |
| 마우리츠 왕자                                  | 1843년-1850년                                | 요절                                         |
| 오라녜 공 알렉산더르                           | 1851년-1884년                                | 결혼하지 않고 죽음.                          |
| 발데크피르몬트의 엠마와의 사이에서 태어난 자식 |                                              |                                              |
| 빌헬미나 여왕                                  | 1880년-1962년                                | 메클렌버그슈어린의 헨드릭과 혼인.            |